# Lobophyllia recta
Lobophyllia recta is een Lobophylliidaesoort uit de familie Mussidae. De wetenschappelijke naam van de soort is, als Mussa recta, voor het eerst geldig gepubliceerd in 1846 door James Dwight Dana.